# Гоумтаун (Іллінойс)
Гоумтаун (англ. Hometown) — місто (англ. city) в США, в окрузі Кук штату Іллінойс. Населення — 4343 особи (2020).

## Географія
Гоумтаун розташований за координатами 41°43′52″ пн. ш. 87°43′52″ зх. д. / 41.73111° пн. ш. 87.73111° зх. д. (41.731248, -87.731134).  За даними Бюро перепису населення США в 2010 році місто мало площу 1,24 км², уся площа — суходіл.

## Демографія
Згідно з переписом 2010 року, у місті мешкало 4349 осіб у 1848 домогосподарствах у складі 1086 родин. Густота населення становила 3506 осіб/км².  Було 1935 помешкань (1560/км²).
Расовий склад населення:
| - 91,7 % — білих - 0,9 % — чорних або афроамериканців - 0,4 % — корінних американців - 0,4 % — азіатів - 4,3 % — осіб інших рас |

До двох чи більше рас належало 2,3 %. Частка іспаномовних становила 13,5 % від усіх жителів.
За віковим діапазоном населення розподілялося таким чином: 21,9 % — особи молодші 18 років, 62,1 % — особи у віці 18—64 років, 16,0 % — особи у віці 65 років та старші. Медіана віку мешканця становила 39,7 року. На 100 осіб жіночої статі у місті припадало 87,2 чоловіків;  на 100 жінок у віці від 18 років та старших — 82,3 чоловіків також старших 18 років.
Середній дохід на одне домашнє господарство  становив 54 147 доларів США (медіана — 45 426), а середній дохід на одну сім'ю — 66 313 долари (медіана — 68 250). Медіана доходів становила 50 183 долари для чоловіків та 36 154 долари для жінок. За межею бідності перебувало 6,7 % осіб, у тому числі 0,0 % дітей у віці до 18 років та 12,4 % осіб у віці 65 років та старших.
Цивільне працевлаштоване населення становило 2177 осіб. Основні галузі зайнятості: освіта, охорона здоров'я та соціальна допомога — 21,2 %, роздрібна торгівля — 15,7 %, мистецтво, розваги та відпочинок — 11,5 %, виробництво — 10,7 %.